# Odezia chaerophyllaria
Odezia chaerophyllaria är en fjärilsart som beskrevs av Jacob Hübner 1826. Odezia chaerophyllaria ingår i släktet Odezia och familjen mätare. Inga underarter finns listade i Catalogue of Life.